# Clay Center (Nebraska)
Clay Center ist eine Stadt (City) und Sitz der Countyverwaltung (County Seat) im Clay County im Süden von Nebraska, Vereinigte Staaten. Das U.S. Census Bureau hat bei der Volkszählung 2020 eine Einwohnerzahl von 735 ermittelt.

## Geschichte
Als das Zentrum vom Clay County im Winter 1878 vermessen und abgesteckt wurde, um dort eine neue Stadt entstehen zu lassen, war nicht jeder im County damit glücklich. Über den Ort des Verwaltungssitz im County gab es nämlich viele Kontroversen zwischen den Orten im Norden, Harvard und Sutton, und denen im restlichen County. Bei einer Wahl im Jahre 1879 votierte man aber für diesen Ort und gab ihm den Namen Clay Center, benannt wie der County selbst nach Henry Clay, einem US-amerikanischen Politiker. 1879 erhielt der Ort ein Postamt.

## Geografie
Die Stadt liegt zwischen Harvard im Norden und Fairfield im Süden. Die nächstgelegenen größeren Städte sind Hastings (31 km westlich) und Grand Island (64 km nordwestlich).

## Verkehr
Der Ort ist vom Norden über den U.S. Highway 6 zu erreichen, der in ungefähr sechs Kilometer Entfernung vorbeiführt. Durch den Ort verläuft der Nebraska Highway 14 und am östlichen Ortrand beginnt der Nebraska Highway 41.
Der nächstgelegene Flugplatz ist der Hastings Municipal Airport.